# نزار أبو حجر
نزار أبو حجر (13 مايو 1952 -)، ممثل سوري. بدأ في الإذاعة ثم أنتقل للتلفزيون، وفي عام 2006 قدم شخصية أبو غالب في مسلسل باب الحارة التي تعتبر من أشهر أدواره.

## عن حياته
تنتمي جذور عائلة الممثل السوري «نزار أحمد أبو حجر» إلى مدينة (المجدل - فلسطين) حيث عائلة (آل الحلاق) والتي تندرج تحتها عائلة أبو حجر التي ينتمي إليها نزار لكن عائلته انتقلت إلى سوريا للإقامة بدمشق عقب النكبة مباشرة وخاله هو الفنان (أنور البابا) أحد رواد الفن بسوريا وقد أثرى نزار السينما بالعديد من الأعمال نذكر منها مسلسل باب الحارة عام 2006 وفيلم الكرسي عام 2002 وكان أشهر أدواره في المسلسل الشهير باب الحارة الجزء الأول والثاني والثالث بدور أبو غالب واشتهر بجملته التي يقول فيها (بليلا بلبلوكي) و(يا عزيز ألف ليرة إنكليز) و(يا ودود انتقم من كل عدو لدود) و(ياعزيز أهفي كل واحد غليظ) وقد نال إعجاب الكثير من الجماهير لهذا الدور.

## مشواره الفني
بدأ أبو حجر مشواره الفني في السينما مع فيلم «الليل»، فبعد أن شاهده المخرج محمد ملص على خشبة المسرح دعاه للمشاركة فيه، وبعد إجراء اختبار لأدائه أعطاه دور المنجِّد في الفيلم، وعلى الرغم من تواضع هذه المشاركة التي لم ينطق فيها بكلمة، إلا أنه اجتهد فيها كثيراً، فقصد منجِّداً وتدرب عنده على التنجيد، وكأنه ذاهب إلى مهنة التنجيد وليس التمثيل، وباجتهاده ومثابرته استطاع أن يفرض شخصيته الفنية المتميزة في الساحة الدرامية السورية، ولا عجب في ذلك وهو الذي ينتمي إلى عائلة فنية قوامها خاله الفنان الراحل أنور البابا (أم كامل) .. انضم أبوحجر إلى نقابة الفنانين في عام 1994
يعد أبو حجر من أهم فناني النهضة السورية وأبرزهم لكنه يعد نفسه حتى الآن مضطهداً من ناحية مساحة الدور والأجر، يقول: إنه وقبل مشاركته بمسلسل باب الحارة، لم يكن يقرأ الأدوار قبل الموافقة عليها، بما فيهم نص باب الحارة لكنه يضيف أنه بعد ذلك قرر التدقيق بالنصوص ليتعرف على مزايا الشخصية التي سيؤديها وماذا ستقدم له. مؤكداً أنه انسحب من الجزء الرابع في هذا العمل احتجاجاً على الدور المرسوم فيه لشخصية «أبو غالب» التي أداها في الأجزاء الثلاثة السابقة والتي نالت إعجاب المشاهدين على الرغم من كونها شخصية شريرة. ويعتبر أبو حجر أن مسلسل باب الحارة كان من أجمل المسلسلات التي عمل فيها مع أنه تراجع بعد الجزء الثالث، وكذلك مسلسل (عيلة 7 نجوم) المسلسل الذي ظُلم به كثيراً ولاسيما من المحطات المحلية وأدى فيه شخصية طريفة حملت اسم (أبو جدعان).
أما الأعمال التي ندم على عدم المشاركة فيها فهي: أهل الراية ، أولاد القيمرية وكان قد اعتذر عن كلا العملين بسبب التزامه مع المخرج بسام الملا بباب الحارة 3 .
يختزن بذاكرته تفاصيل شخصيات كثيرة، يستحضرها عند اللزوم، ويعمل على تشكيل تفاصيل الشخصية من مخزونه الذهني.. وعن التعابير التي يستخدمها أثناء تأديته للشخصيات الشعبية يقول: هذه التعابير موجودة منذ القدم وأنا أقتبسها من الناس ومن المصادر التاريخية وأطورها لتناسب الشخصية، فمثلاً في الماضي كان الأطفال يركضون وراء المسحّراتي الذي كان يجذبهم بأهازيجه المحببة، مضيفا: أن البيئة وعاء شعبي يضم كثيراً من الألفاظ، فيأتي الفنان وينتقي بروحه الفنية ما هو مناسب من هذه التعابير اللفظية، وبذلك يمكن أن نضيف للشخصية ما يناسبها وبذلك نبني تفاصيل الشخصية، فشخصية «أبو غالب» على الورق كانت شخصية غير مكتملة وأنا أضفت عليها تفاصيلها وأعدت بناءها.
مؤكداً بقوله: لا توجد شخصية من الشخصيات التي قدمتُها والتي سأقدمها إلا وسيكون لي بصمة عليها، لقد وهبني الله حس الارتجال، وكل من تعامل معي يعرف تماماً أنني عندما أصوّر عملاً أحوّله إلى نص كامل لأنني لستُ ممثلاً منفذاً فقط، بل أرى نفسي شريكاً حقيقياً في ولادة أية شخصية.
أهم الأعمال التي شارك فيها: في المسـرح: الاحتفال- ترويض شرسة- الزير سالم- زيارة السيدة العجوز– اللعبة. وفي الإذاعـــة: حكم العدالة. أما في التلفزيون: الخوالي - أبو كامل - عيلة سبع نجوم - يوميات جميل وهناء - جريمة في الذكرة - جواد الليل - بطل من هذا الزمان - أيام شامية - شام شريف - الأيام المتمردة -حي المزار - الفراري ، وغيرها الكثير.
المسرحيات
- الزير سالم.
- زيارة السيدة العجوز.
- اللعبة.

### الإذاعة
حكم العدالة.

### السينما
الليل.

### التلفزيون
- أبو دزينة 2015
- الغربال 2014 وخماسية نصر من مسلسل الحب كله ومسلسل بواب الريح
- حارة الطنابر 2013
- طاحون الشر الجزء الثاني 2013 بدور أبو صبحي
- أيام الدراسة 2012
- أبو جانتي 2 2012
- دمع الياسمين مسلسل عام 2012
- زمن البرغوت مسلسل عام 2012 بدور أبو حميد
- طاحون الشر مسلسل عام 2012 بدور أبو صبحي
- الأميمي مسلسل عام 2012 بدور أبو رضا
- الأنفجار مسلسل عام 2012
- يوميات مدير عام 2 مسلسل عام 2011 بدور أبو سناء
- صايعين ضايعين مسلسل عام 2011
- أيام الدراسة مسلسل عام 2011
- الدبور ج2 مسلسل عام 2011 بدور أبو رسمي
- رجال العز مسلسل عام 2011 بدور أبو جمال
- طالع الفضة مسلسل عام 2011 بدور أبو رضوان
- البقعة السوداء 2010
- حارة الياقوت مسلسل عام 2010
- الخبز الحرام مسلسل عام 2010
- أنا القدس مسلسل عام 2010 بدور سليمان التاجي الفاروقي
- بقعة ضوء الجزء السابع مسلسل عام 2010
- أبو خليل القباني مسلسل عام 2010
- أبو جانتي ملك التاكسي مسلسل عام 2010 جابر
- أهل الراية مسلسل عام 2009 بدور حارس الحارة
- هي دنيتنا مسلسل عام 2010
- قلوب صغيرة مسلسل عام 2009
- باب الحارة ج3 مسلسل عام 2008 بدور أبو غالب
- الحصرم الشامي ج2 مسلسل عام 2008 بدور المنادى
- وجه العدالة مسلسل عام 2008 بدور راشد
- الحصرم الشامي مسلسل عام 2007 بدور الشيخ كيكي
- سيرة الحب مسلسل عام 2007
- رسائل الحب والحرب مسلسل عام 2007
- جنون العص مسلسل عام 2007
- زمن الخوف مسلسل عام 2007
- باب الحارة الجزء الأول والثاني مسلسل عام 2006 بدور أبو غالب
- الأستاذ مسلسل عام 2006
- شوفوان مسلسل عام 2006
- مرايا مسلسل عام 2006
- لامزيد من الدموع مسلسل عام 2006
- عصي الدمع مسلسل عام 2005
- حكايا وخفايا مسلسل عام 2005
- عشتار مسلسل عام 2004
- عصر الجنون مسلسل عام 2004
- مرزوق على جميع الجبهات مسلسل عام 2004
- هومي هون مسلسل عام 2004
- أحلام كبيرة مسلسل عام 2004
- عشنا وشفنا مسلسل عام 2004
- حمام القيشاني مسلسل عام 2003 بدور ياسين السروجي
- قانون ولكن مسلسل عام 2003
- أيامنا الحلوة مسلسل عام 2003 بدور سائق الست رزان
- لغز الجريمة مسلسل عام 2003
- أبناء القهر مسلسل عام 2002
- الكرسي فيلم عام 2002
- صقر قريش مسلسل عام 2002
- صلاح الدين الأيوبي مسلسل عام 2001 بدور شيخ صلاح الدين
- حمام القيشاني مسلسل عام 2001 بدور ياسين
- عش المجانين مسلسل عام 2001
- شو حكينا مسلسل عام 2001 بدور عرفان رئيس مجلس البناية
- قوس قزح مسلسل عام 2001
- حارة الجوري مسلسل عام 2001
- بطل من هذا الزمان مسلسل عام 2000
- قصص الغموض مسلسل عام 2000
- الفصول الأربعة مسلسل عام 1999
- دنيا مسلسل عام 1999 بدور ابوسليم
- عودة غوار: الأصدقاء مسلسل عام 1999
- حي المزار مسلسل عام 1999
- اهل وحبايب مسلسل عام 1999
- عائلتي وأنا مسلسل عام 1999
- جواد الليل مسلسل عام 1999
- النصابون مسلسل عام 1998
- الطير مسلسل عام 1998
- الطويبي مسلسل عام 1998
- الحنطة وبس مسلسل عام 1998
- يوميات جميل وهناء مسلسل عام 1997 بدور درويش
- عيلة سبع نجوم مسلسل عام 1997 بدور أبو زهرة
- أحلام أبو الهنا مسلسل 1996
- مدير بالصدفة مسلسل عام 1996
- أخر الليل فيلم عام 1996
- يوميات مدير عام مسلسل عام 1995 بدور صابر
- يوم بيوم مسلسل عام 1995
- عيلة خمس نجوم مسلسل عام 1994
- شركاء بالإكراه سهرة تلفزيونية عام 1993 بدور كمال
- أيام شامية مسلسل عام 1992
- اختفاء رجل مسلسل عام 1992
- جريمة في الذاكرة مسلسل عام 1992
- أيام الخوف مسلسل عام 1991
- شجرة النارنج 1989

## روابط خارجية
- نزار أبو حجر على موقع قاعدة بيانات الأفلام العربية